# Коновалов, Евгений Васильевич
Евге́ний Васи́льевич Конова́лов — председатель Российского социал-демократического союза молодёжи с 2006 по 2016 года. Член центрального Правления СДПР в 2004—2006 гг. Сопредседатель социал-демократической фракции партии «Яблоко». Является генеральным директором исследовательской компании «Актив-Консалт». Автор ряда научных статей по экономике и политологии. Один из организаторов Маршей несогласных в Санкт-Петербурге.

## Биография
Родился 19 октября 1981 года в Симферополе. До 1996 года жил в Эстонии г.Палдиски, в 1996 году переехал в Санкт-Петербург. Отец — подводник, капитан первого ранга, мать — бухгалтер.
С 2000 года член литературного общества «Пиитер», соавтор сборника стихов и рассказов «Другой мир» (Москва, 2002 год).
В 2004 году окончил Санкт-Петербургский государственный университет экономики и финансов (ФинЭк), факультет «Экономической теории и Политики». В 2004 году поступил аспирантуру ФинЭка.

### Участие в социал-демократическом движении
С 2001 года член Российского социал-демократического союза молодёжи.
В 2002—2007 годах был членом правления и международным секретарём Социал-Демократического Союза Молодежи.
В 2004—2006 годах член центрального правления Социал-Демократической Партии России и член правления регионального отделения СДПР в Санкт-Петербурге.
В 2006 году накануне IV съезда СДПР, ставшего для партии последним, Евгений Коновалов выступил с обвинениями в адрес председателя Социал-демократической партии России В. Н. Кишенина:

«СДПР — структура, призванная решить личные амбиции Кишенина. Руководство СДПР — люди, думающие о том, как можно больше денег выкачать из Кишенина. Основная тактика СДПР на политической арене России — никакая, если не считать разовые проплаченные акции, которые никак не связаны с заботой о реальных проблемах населения. Главная цель у СДПР — устроить политическую карьеру Кишенину и научиться зарабатывать для него деньги. СДПР для Кишенина — акционерное общество, где 100 % акций принадлежит ему».

В 2006 году избран председателем РСДСМ.
В 2006 году стал первым координатором кинофестиваля против расизма и ксенофобии «Открой глаза!».
С 2007 года член Федерального совета и Исполнительного комитета Общероссийского общественного движения «Союз социал-демократов».
В 2007 году был одним из организаторов Маршей несогласных в Санкт-Петербурге наряду с Максимом Резником, Михаилом Амосовым, Борисом Вишневским и другими.
В 2008 году стал одним из авторов совместной декларации РСДСМ и Союза молодых социалистов Грузии по поводу войны в Южной Осетии (недоступная ссылка).
25 июля 2010 года переизбран на пост Председателя РСДСМ на съезде организации.
В апреле 2011 г. был выбран в Сетевой Парламент по версии Новой газеты. Из более 400 кандидатов в Парламент были выбраны 15 человек, среди них также были избраны: Алексей Навальный, Юрий Шевчук, Владимир Рыжков и другие.
В апреле-июне 2011 г. подвергался давлению со стороны прокуратуры и центра «Э» в связи с проведением кинофестиваля против расизма и ксенофобии «Открой глаза!».
В июле 2011 г. организовал петербургский «Антиселигер».
В конце декабря 2011 г. стал одним из организаторов движения «За честные выборы» в Санкт-Петербурге. Выступил против участия в совместных акциях с радикальными националистами.
15 июня 2012 года был избран сопредседателем социал-демократической фракции «Яблока» наряду с Анатолием Головым (членом бюро партии, экс-депутатом ГД) и Александром Кузнецовым (заместителем начальника Управления государственной службы ФАС России).
26 июля 2012 года Евгений Коновалов выступил против создания новой молодёжной организации «Справедливой России» под названием «Социал-демократический Союз Молодежи России», считая, что это направлено на «захват бренда оппозиционной организации РСДСМ».
18 мая 2013 года избран в совет регионального отделения партии «Яблоко» в Санкт-Петербурге.
В мае 2013 года стал одним из подписавших Декларацию социалистов России.
В сентябре 2016 года организовал первую в России сеть постаматов (автоматических пунктов выдачи интернет-покупок) в подъездах под брендом TelePort. В 2017 году TelePort начал доставлять продукты питания в постаматы, расположенные в подъездах. В 2018 году Евгений Коновалов привлекает десятки миллионов инвестиций в TelePort, что позволяет масштабировать проект в другие города. Новая концепция расстановки постаматов в подъездах была замечена и иностранными экспертами, издание Parcel and Postal Technology International сравнила сеть постаматов TelePort с сетью постаматов Amazon.
В августе 2022 года проект TelePort прекратил свою работу. Первые сообщения о предстоящем закрытии компании появились в июне того же года.

### Увольнение с «Почты России»
23 июня 2009 года Евгений Коновалов был уволен из ФГУП «Почта России» за оппозиционную деятельность.

Агафонов сказал, что его советник Владимир Самбур выяснил, что я занимаюсь общественной деятельностью, а он считает, что это вообще недопустимо ни в коем случае для «Почты России». Особенно его возмутило то, что я подписал совместную декларацию с Грузией. Директор подчеркнул, что «Почта России» и Грузия — вещи несовместимые. Особо отметил, что я был одним из организаторов маршей несогласных в Петербурге и продолжаю являться председателем Российского социал-демократического союза молодежи, плюс состою в руководящих органах Союза социал-демократов, который возглавляет Михаил Горбачев. Перечисляя достаточно большой список моих заслуг, мне вспомнили и то, как я оказывал помощь профсоюзу «Почты России» два года назад (в 2007 году, когда на почте произошла стачка независимого профсоюза, РСДСМ консультировал и наряду со многими другими независимыми профсоюзами и общественными организациями участвовал в акциях поддержки почтовых работников. — Н. П.). Мне заявили (впрочем, стандартно), что якобы вся эта подрывная деятельность спонсировалась из-за рубежа. Коллеги предупредили меня: имей в виду, раз такая информация обнаружилась, для почты это означает, что тебя могут уволить.

Председатель Союза социал-демократов и экс-президент СССР М. С. Горбачёв отреагировал на это событие следующим образом:

Я не только удивлен, но и возмущен. О какой демократии в таком случае может идти разговор? Следует ожидать, что сотни граждан, имеющие и высказывающие взгляды, которые отличаются от взглядов представителей власти, могут быть подвергнуты гонениям. Граждане России должны решительно выступать против подобных нарушений своих конституционных прав.

29 июня последовала реакция «Почты России»:

Трудовой договор с Коноваловым Е. В. и УФПС Санкт-Петербурга и Ленинградской области — филиал ФГУП «Почта России» был расторгнут по соглашению сторон в полном соответствии с требованиями Трудового кодекса Российской Федерации.